# Улица Сковороды (Чернигов)
Улица Сковороды (укр. Вулиця Сковороди) — улица в Новозаводском районе города Чернигова. Пролегает от улицы Пантелеймоновская (Малясова) до безымянного проезда возле Черниговской исправительной колонии № 44.
Нет примыкающих улиц.

## История
1-й Промышленный переулок был проложен параллельно Промышленной улице в 1950-е годы от улицы Малясова в южном направлении. Был застроен индивидуальными домами. 
В связи с упорядочиванием наименований улиц города, в 1981 году улица получила современное название — в честь русского и украинского философа, поэта и педагога Григория Саввича Сковороды.

## Застройка
Парная и непарная стороны улицы заняты усадебной застройкой.
Учреждения: нет.
Есть ряд рядовых исторических зданий, что не являются памятниками архитектуры или истории: усадебные дома №№ 11, 13, 15, 25, 31.